# 환희의 송가

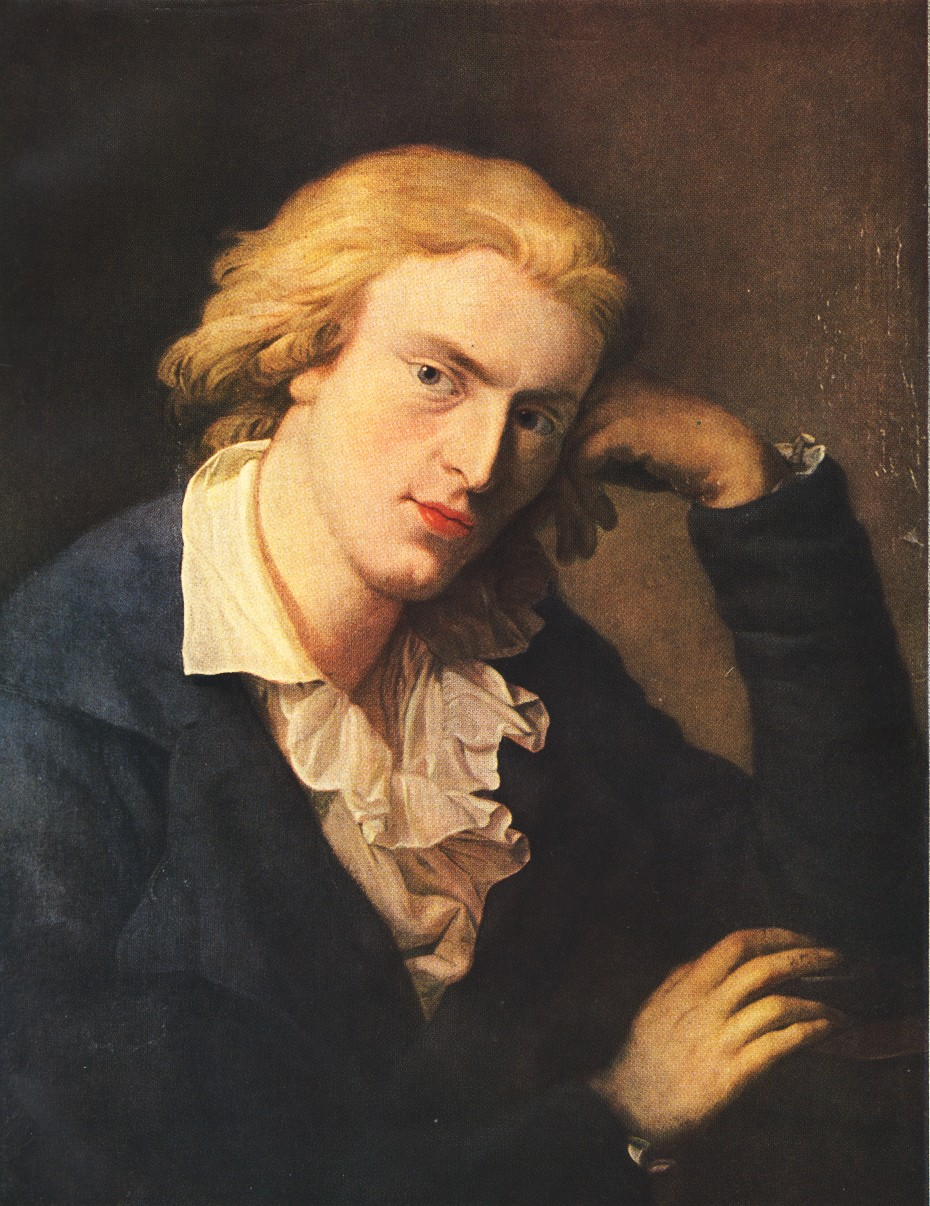
프리드리히 실러 (안톤 그라프에 의한 초상화)

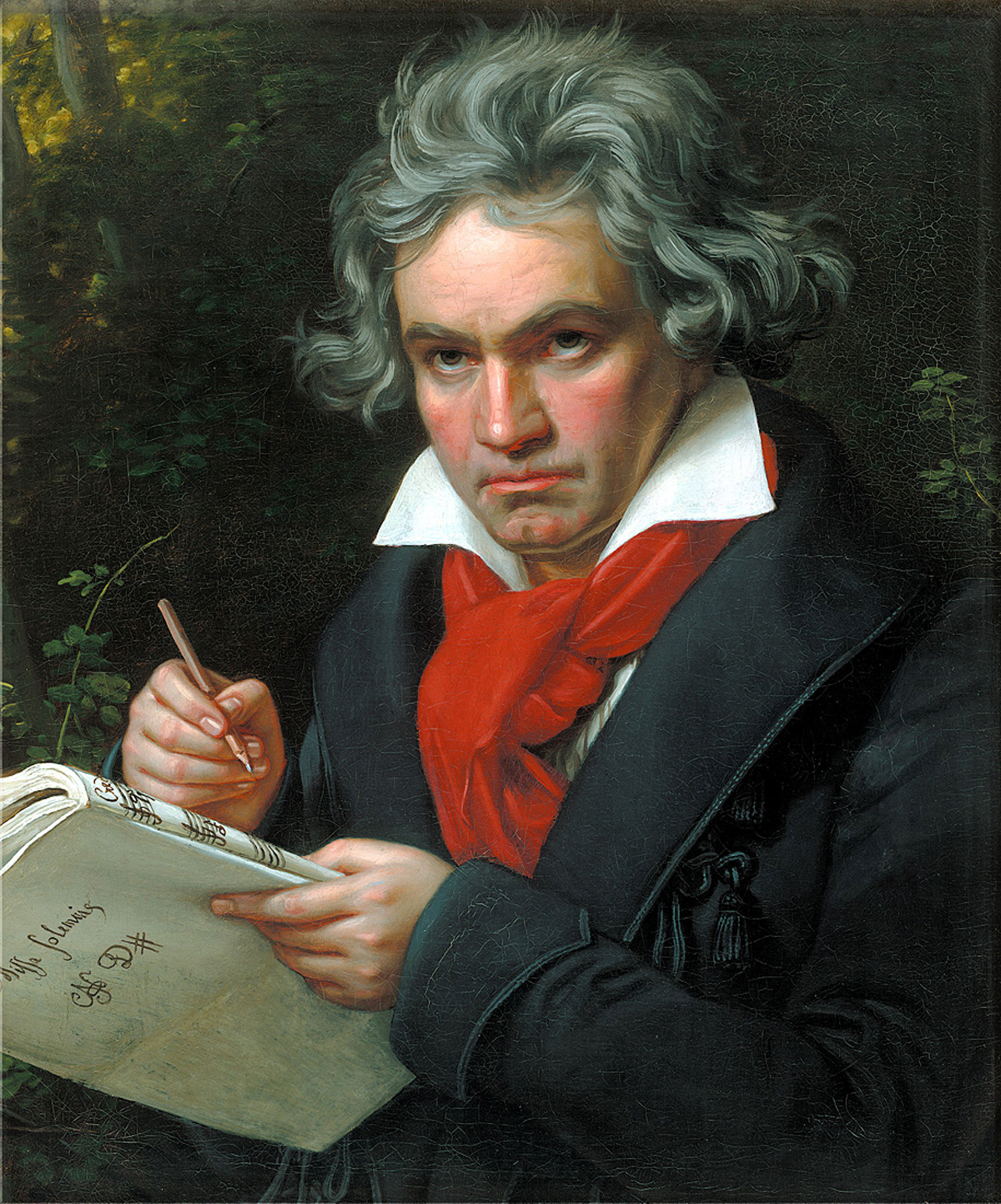
루트비히 판 베토벤 (요제프 카를 슈틸러에 의한 초상화)

환희의 송가(歡喜― 頌歌, 독일어: An die Freude)는 독일의 시인인 프리드리히 실러가 1785년에 지은 송가 형식의 시이다. 루트비히 판 베토벤이 1824년에 완성한 교향곡 9번 4악장의 가사로 사용되었으며, 단결의 이상과 모든 인류의 우애를 찬양하는 내용을 담고 있다.

## 텍스트
프리드리히 실러는 라이프치히의 고리스에 머물던 무렵, 대략 1785년 5월 초부터 9월 중순까지 그의 작품의 발행자인 게오르크 요아힘 괴센과 함께 머물며, 희곡 "돈 카를로스"와 더불어, 이 시의 첫 번째 버전인 "환희의 송가'(Ode "An die Freude")를 썼다. 그 후(1803년), 실러는 그의 사후인 1808년에 다시 출판되게 되는 시를 일부 수정하였는데, 베토벤의 설정의 기초를 이루는 것은 후기 버전이었다. 이 시의 지속적인 인기에도 불구하고, 실러 자신은 그것을 그의 오랜 친구이자 후원자인 크리스티안 고트프리드 쾨르너에게 보낸 1800여 통의 편지에서 "현실과 분리되어 있다" "우리 두 사람에게는 아마도 가치가 있겠지만, 세상과 시의 예술을 위해서는 그렇지 않다"라고 말할 정도로 그의 인생 후반기를 실패로 간주했다. (쾨르너와의 우정은 실러에게 "환희의 송가"를 쓰도록 영감을 주었다고 전해진다.)
베토벤은 1822년-1824년에 실러의 이 시를 인용, 1824년에 완성한 그의 교향곡 9번 4악장의 가사로 사용했다. 베토벤은 1792년에 이 시의 초고를 접하고 감동해서 곡을 붙이려는 마음을 갖고 있었지만, 완성된 그의 교향곡 9번 4악장의 가사에서는 1808년 개고판의 시를 이용하고 있다. ("환희의 송가"의 1785년 초고는 1786년에 출판되고, 개고된 1803년 원고는 1808년에 출판되었다.) 베토벤은 생애에 걸쳐서 실러의 시집을 애독했지만, 실제로 그의 교향곡 9번 라 단조 "합창", 작품 125의 제4악장의 가사에 실러의 “환희의 송가”를 포함시킬 때, 3분의 1정도의 길이로 번안했다. 시작 부분에서 바리톤 가수가 독창으로 노래하는 "오 친구들이여! 이런 곡조들이 아닌, 좀 더 즐겁고, 기쁨에 찬 노래를 부르자”(O Freunde, nicht diese Töne! Sondern lasst uns angenehmere anstimmen, und freudenvollere) 부분은 베토벤 스스로 지은 것이며, 실러의 원시에는 없다.
| An die Freude 환희의 송가 | An die Freude 환희의 송가 |
| 독일어 가사 | 한국어 번역 |
| 최초 버전 (1785년) | 최초 버전 (1785년) |
| --- | --- |
| Freude, schöner Götterfunken, Tochter aus Elisium, Wir betreten feuertrunken Himmlische, dein Heiligthum. Deine Zauber binden wieder, was der Mode Schwerd getheilt; Bettler werden Fürstenbrüder, wo dein sanfter Flügel weilt. C h o r. Seid umschlungen Millionen! Diesen Kuß der ganzen Welt! Brüder – überm Sternenzelt muß ein lieber Vater wohnen.                                   | 환희여, 신들의 아름다운 불꽃이며, 엘리시움의 딸이여. 우리는 그 불에 취해 하늘같은 그대의 성소에 듭니다. 시류의 칼이 나눠놓은 이들을 그대의 마법 같은 힘이 다시 묶으니 그대의 온유한 날개 닿는 곳이면 거지들이 공후들의 형제 되리이다. 합창 안기어라 만인이여! 이 입맞춤을 온누리에 주노라! 형제들아 – 별이 빛나는 하늘 너머 좋으신 아버지가 반드시 계시리라.                           |
| Wem der große Wurf gelungen, eines Freundes Freund zu seyn; wer ein holdes Weib errungen, mische seinen Jubel ein! Ja – wer auch nur e i n e Seele s e i n nennt auf dem Erdenrund! Und wer’s nie gekonnt, der stehle weinend sich aus diesem Bund! C h o r. Was den großen Ring bewohnet huldige der Simpathie! Zu den Sternen leitet sie, Wo der U n b e k a n n t e tronet.              | 동무의 동무가 되어 주거나, 또는 사랑스런 아내를 얻었거나 이런 큰 일을 해낸 이라면 우리의 환호성에 합류하라! 그렇다 – 이 지상에 자기 영혼 하나라도 제 것으로 가진 이라면 오라! 그리고 한 번도 그래본 적 없는 이는 동맹하지 못하나니 몰래 울며 떠나라! 합창 위대한 동맹의 성원들이여 동정심을 경배하라! 그 길은 별들을 향해, 미지의 옥좌로 통하노라.                                     |
| Freude trinken alle Wesen an den Brüsten der Natur, Alle Guten, alle Bösen folgen ihrer Rosenspur. Küße gab sie u n s und R e b e n , einen Freund, geprüft im Tod. Wollust ward dem Wurm gegeben, und der Cherub steht vor Gott. C h o r. Ihr stürzt nieder, Millionen? Ahndest du den Schöpfer, Welt? Such’ ihn überm Sternenzelt, über Sternen muß er wohnen.                            | 모든 존재 만물들이 환희를 자연의 젖가슴에서 들이키고 선한 자도 악한 자도 모두 환희의 장미꽃길을 걷누나. 환희가 우리에게 입맞춤과 포도주와 죽음도 함께할 동무를 주었으니. 욕망은 벌레에게나 줘 버리자, 그러면 케룹도 신 앞에 서리라. 합창 무릎을 꿇었는가, 만인이여? 조물주가, 세계가 느껴지는가? 별이 빛나는 하늘에서 그분을 찾으라, 별들 너머에 반드시 계시리라.                      |
| Freude heißt die starke Feder in der ewigen Natur. Freude, Freude treibt die Räder in der großen Weltenuhr. Blumen lockt sie aus den Keimen, Sonnen aus dem Firmament, Sphären rollt sie in den Räumen, die des Sehers Rohr nicht kennt! C h o r. Froh, wie seine Sonnen fliegen, durch des Himmels prächtgen Plan, Laufet Brüder eure Bahn, freudig wie ein Held zum siegen.               | 환희 그것은 영원한 자연의 강력한 태엽의 이름이라. 환희, 환희가 세계라는 거대한 시계 속의 바퀴를 돌린다. 움터나는 꽃잎도, 하늘의 저 태양됴, 모두 환희의 발로이리니. 학자의 원통에도 잡히지 않는 천체를 굴리는 것도 환희로다! 합창. 천상의 웅장한 계획에 의하여 저 태양들이 궤도 따라 날듯이 형제들이여, 그대들도 자신의 길을 따라 환희로운 용사로서 승리하라.                           |
| Aus der Wahrheit Feuerspiegel lächelt s i e den Forscher an. Zu der Tugend steilem Hügel leitet sie des Dulders Bahn. Auf des Glaubens Sonnenberge sieht man ihre Fahnen wehn, Durch den Riß gesprengter Särge s i e im Chor der Engel stehn. C h o r. Duldet mutig Millionen! Duldet für die beßre Welt! Droben überm Sternenzelt wird ein großer Gott belohnen.                           | 진리의 화염거울을 통해 그녀는 학자에게 미소짓는다. 미덕의 가파른 산야로 그녀는 인고하는 이를 이끈다. 햇빛 비치는 산맥 위에 그녀의 깃발 나부낌을 보리라. 터져나오는 관뚜껑 틈새기로 천사들의 합창 있으리라. 합창 담대하게 견뎌내라 만인이여! 더 좋은 세상을 위해 견뎌내라! 별이 빛나는 하늘 너머 위대하신 하느님이 값을 치러 주리라.                                                    |
| Göttern kann man nicht vergelten, schön ists ihnen gleich zu seyn. Gram und Armut soll sich melden mit den Frohen sich erfreun. Groll und Rache sei vergessen, unserm Todfeind sei verziehn. Keine Thräne soll ihn pressen, keine Reue nage ihn. C h o r. Unser Schuldbuch sei vernichtet! ausgesöhnt die ganze Welt! Brüder – überm Sternenzelt richtet Gott wie wir gerichtet.            | 신들에게 보답할 길은 없도다. 그들과 같이 됨은 아름답고 좋으리. 원통한 이, 가난한 이 앞으로 나와 기쁜 이와 하나 되어라. 원한과 복수는 잊어버리고, 죽이고 싶은 원수라도 용서를 베풀라. 원수가 눈물에 짓눌리게 하지 말고, 후회에 갉아먹히게 하지도 마라. 합창. 채무장부는 폐기해 버려라! 온누리를 화해시켜라! 형제들이여 – 별이 빛나는 하늘 너머 하느님이 우리가 심판하듯이 심판하시니라. |
| F r e u d e sprudelt in Pokalen, in der Traube goldnem Blut trinken Sanftmut Kannibalen, Die Verzweiflung Heldenmut – – Brüder fliegt von euren Sitzen, wenn der volle Römer kraißt, Laßt den Schaum zum Himmel sprützen: Dieses Glas dem guten Geist. C h o r. Den der Sterne Wirbel loben, den des Seraphs Hymne preist, Dieses Glas dem guten Geist, überm Sternenzelt dort oben!        | 환희는 포도의 황금 피로 채워진 우승배 속에서 끓어오른다. 식인종들은 마시노라 온순함을, 절망을, 영웅적인 기상을 – – 형제들이여, 자리를 박차고 일어나 가득찬 포도주잔이 돌아오면, 끓어오른 것을 하늘에다 뿌려서 이 잔을 선한 정신께 바치자. 합창 소용돌이치는 별들이 찬미하고 스랍의 찬송가가 축복하는 선한 정신께 이 잔을 드리나니, 그분은 저 별이 빛나는 하늘 너머 계신다!             |
| Festen Mut in schwerem Leiden, Hülfe, wo die Unschuld weint, Ewigkeit geschwornen Eiden, Wahrheit gegen Freund und Feind, Männerstolz vor Königstronen, – Brüder, gält’ es Gut und Blut – Dem Verdienste seine Kronen, Untergang der Lügenbrut! C h o r. Schließt den heilgen Zirkel dichter, schwört bei diesem goldnen Wein: Dem Gelübde treu zu sein, schwört es bei dem Sternenrichter! | 끔찍한 고통 속에 단호한 용기를, 무고한 이들의 울음 있는 데 도움을, 영원에 걸고 한 맹세를, 벗과 적을 가르는 진리를, 왕의 옥좌 앞에 사나이 자존심을, – 형제들이여, 값을, 피를 치르더라도 – 덕 있는 이에게 왕관을, 거짓된 자에게는 몰락을! 합창 신성한 이들은 단단히 뭉쳐라. 이 황금의 포도주에 맹세하라. 맹세한 서원을 충실히 지키겠노라고. 그 맹세 하늘의 별들이 지켜보리라고!          |
| Rettung von Tirannenketten, Großmut auch dem Bösewicht, Hoffnung auf den Sterbebetten, Gnade auf dem Hochgericht! Auch die Toden sollen leben! Brüder trinkt und stimmet ein, Allen Sündern soll vergeben, und die Hölle nicht mehr seyn. C h o r. Eine heitre Abschiedsstunde! süßen Schlaf im Leichentuch! Brüder – einen sanften Spruch Aus des Todtenrichters Munde!                    | 폭정의 사슬로부터 해방을, 악한에게마저도 아량을, 임종의 병석에도 희망을, 사형장에도 은총을! 죽은 이들도 살아날지어다! 형제들이여, 마시고 어울려 놀자. 모든 죄인들이 용서받을 것이요, 그러면 지옥은 더 이상 없으리라. 합창 작별의 시간에도 명랑하게! 수의를 입고도 단잠을 자라! 형제들이여 – 너그러운 말씀 있으리라 죽은 자를 심판하는 분의 입에서도!                                   |
| 수정된 버전 (1808년 유고) | |
| 8절이 없어지고 1절이 다음과 같이 바뀌었다. | |
| Freude, schöner Götterfunken, Tochter aus Elisium, Wir betreten feuertrunken, Himmlische, dein Heiligthum. Deine Zauber binden wieder, Was die Mode streng getheilt, Alle Menschen werden Brüder, Wo dein sanfter Flügel weilt. | 환희여, 신들의 아름다운 불꽃이며, 엘리시움의 딸이여. 우리는 그 불에 취해 하늘같은 그대의 성소에 듭니다. 시류가 엄하게 나눠놓은 이들을 그대의 마법 같은 힘이 다시 묶으니 그대의 온유한 날개 닿는 곳이면 모든 인간이 형제 되리이다. |
| 베토벤 버전 (1824년) | |
| O Freunde, nicht diese Töne! Sondern laßt uns angenehmere anstimmen und freudenvollere. | 오 벗들이여, 이런 곡조 말고, 좀 더 즐겁고, 기쁨에 찬 노래를 부르자. |
| Freude, schöner Götterfunken, Tochter aus Elisium, Wir betreten feuertrunken, Himmlische, dein Heiligthum. Deine Zauber binden wieder, Was die Mode streng getheilt, Alle Menschen werden Brüder, Wo dein sanfter Flügel weilt. | 환희여, 신들의 아름다운 불꽃이며, 엘리시움의 딸이여. 우리는 그 불에 취해 하늘같은 그대의 성소에 듭니다. 시류가 엄하게 나눠놓은 이들을 그대의 마법 같은 힘이 다시 묶으니 그대의 온유한 날개 닿는 곳이면 모든 인간이 형제 되리이다. |
| Wem der große Wurf gelungen, eines Freundes Freund zu seyn; wer ein holdes Weib errungen, mische seinen Jubel ein! Ja – wer auch nur e i n e Seele s e i n nennt auf dem Erdenrund! Und wer’s nie gekonnt, der stehle weinend sich aus diesem Bund! | 동무의 동무가 되어 주거나, 또는 사랑스런 아내를 얻었거나 이런 큰 일을 해낸 이라면 우리의 환호성에 합류하라! 그렇다 – 이 지상에 자기 영혼 하나라도 제 것으로 가진 이라면 오라! 그리고 한 번도 그래본 적 없는 이는 동맹하지 못하나니 몰래 울며 떠나라! |
| Freude trinken alle Wesen an den Brüsten der Natur, Alle Guten, alle Bösen folgen ihrer Rosenspur. Küße gab sie u n s und R e b e n , einen Freund, geprüft im Tod. Wollust ward dem Wurm gegeben, und der Cherub steht vor Gott. | 모든 존재 만물들이 환희를 자연의 젖가슴에서 들이키고 선한 자도 악한 자도 모두 환희의 장미꽃길을 걷누나. 환희가 우리에게 입맞춤과 포도주와 죽음도 함께할 동무를 주었으니. 욕망은 벌레에게나 줘 버리자, 그러면 케룹도 신 앞에 서리라. |
| Froh, wie seine Sonnen fliegen, durch des Himmels prächtgen Plan, Laufet Brüder eure Bahn, freudig wie ein Held zum siegen. | 천상의 웅장한 계획에 의하여 저 태양들이 궤도 따라 날듯이 형제들이여, 그대들도 자신의 길을 따라 환희로운 용사로서 승리하라. |
| Seid umschlungen Millionen! Diesen Kuß der ganzen Welt! Brüder – überm Sternenzelt muß ein lieber Vater wohnen. Ihr stürzt nieder, Millionen? Ahndest du den Schöpfer, Welt? Such’ ihn überm Sternenzelt, über Sternen muß er wohnen. | 안기어라 만인이여! 이 입맞춤을 온누리에 주노라! 형제들아 – 별이 빛나는 하늘 너머 좋으신 아버지가 반드시 계시리라. 무릎을 꿇었는가, 만인이여? 조물주가, 세계가 느껴지는가? 별이 빛나는 하늘에서 그분을 찾으라, 별들 너머에 반드시 계시리라. |

## 자유의 송가
실러가 원래 "자유의 송가"(Ode "An die Freiheit")을 썼다가 "환희의 송가"(Ode "An die Freude")로 변경했는 지에 대해서는 여전히 학계의 추측으로 남아 있다. 알렉산더 세이어는 베토벤의 전기에서 "베토벤의 마음에 처음으로 열광적인 찬사를 불러일으킨 시는 "자유의 송가"('환희의 송가"가 아닌)의 초기 형태였다는 것에 가깝다는 추측이 든다."라고 썼다. 음악학자 알렉산더 레딩은 다음과 같이 지적했다ː "1989년의 한 공연에서 '자유'(Freiheit)를 사용했던 레너드 번스타인 조차도 실러가 '환희'(Freude)를 '자유'(Freiheit)의 암호로 사용했는 지에 관해서 추측으로 남기고 있으며, 학자의 일치된 견해는 '이 신화에 대한 사실적 근거가 없다'라는 것을 보여준다."

## 베토벤 버전 곡의 활용
세월이 흐르면서 베토벤의 "환희의 송가"는 항의의 애국가이자 음악 축하 행사의 곡으로  남아 있게 되었다. 1985년에 유럽 연합이 환희의 송가를 유럽 연합의 찬가(유럽가)로 채용하면서 부터는, 비공식적인 라틴어의 가사가 붙여졌다. 유럽가의 제안자는 리하르트 니콜라우스 폰 코우멜덴호페칼레르기 백작으로, '유럽 연합의 아버지' 중 한 명이다.
1980년대 후반에 칠레의 시위대는 피노체트의 군사 독재에 반대하는 시위 도중 이 곡을 불렀고, 중국 학생들은 천안문 광장에서 이 곡을 방송했다.
1989년 11월 9일, 베를린 장벽이 붕괴되고, 체코슬로바키아에서는 벨벳 혁명이 일어나 1989년 12월 14일에 수도인 프라하에서 혁명을 축하하기 위한 연주회가 바츨라프 노이만 지휘, 체코 필하모니 관현악단에 의해서 행해졌다. 그리고 이 연주회에서 불렸던 "환희의 송가"는 동유럽 혁명의 테마곡이 되었다. 연주가 끝나자 박수가 20분 넘게 울렸고, 새 대통령이 된 바츨라프 하벨은 V자를 치켜세우며 함께 혁명의 승리를 반겼다.
1989년 12월 25일에는 레너드 번스타인 지휘의 공연이 열렸다. 바이에른 방송 교향악단을 모체로, 동서 독일과 미국, 영국, 프랑스, 소련 (당시)의 6개국으부터 유시를 모아 혼성 관현악단을 임시 편성했으며, 일본인 중에는 당시 뮌헨 방송 합창단원이었던, 나루토 교육대학의 음악 교수의 코로야스 토시히데가 합창단의 중앙에서 노래를 불렀다. 베를린에서도 전통이 있는 연주회장인 샤우슈필하우스에서 교향곡 9번을 연주하고, 동서 독일의 융화를 축하했다. 이 때는 "Freude"(환희)를 "Freiheit"(자유)로 대체하여 부른 것이 큰 화제가 되었다(재통일은 이듬해인 1990년 10월 3일이기 때문에, 여기에서는 '융화를 축하한다'는 점이 중요한 포인트였다). 얼마후, 도이체 그라모폰 회사를 통해 이 크리스마스 공연의 라이브 녹음이 CD와 레이저 디스크 (LD)로 발매되었다. 번스타인은 그리고 1년이나 지나기 전에, 1990년 10월 14일에 급서했지만, 이 미국인 지휘자는 본연주회에서 독일어권의 사람들에게도 잊기 어려운 인상을 남겼다.
1998년 2월 7일, 1998년 나가노 동계 올림픽의 개회식에서는 오자와 세이지의 지휘 아래에서 세계의 5대륙 · 6개국 · 7개소로부터 동시에 노래가 불렸고, 이에 맞춘 호리우치 겐 안무의 발레 영상이 중계되었다. 노래가 불렸던 장소는 오자와 세이지가 지휘봉을 휘두른 나가노현 현민 문화회관, 중국 베이징의 자금성, 오스트레일리아 시드니의 시드니 오페라 하우스, 독일 베를린의 브란덴부르크 문, 남아프리카 공화국의 희망봉, 미국 뉴욕의 유엔 본부, 나가노 올림픽 스타디움이다. 관현악단에 의한 연주는 나가노 현민 문화회관에서 행해졌지만, 합창단이 있는 각지를 향해서 동시에 연주를 전달하면, 관현악단과의 소리 엇갈림이 일어나고, 또 합창단의 목소리도 늦게 나가노까지 닿아 버리기 때문에, 1번 거리가 있는 희망봉을 기준으로 지연을 보정한 상태로 중계했다. 오전 11시에 시작한 개회식에서는 성화가 성화대에 점화된 뒤, 피날레로서 환희의 노래가 불렸고, 80명의 발레 무용수에 의한 발레가 전개되었다. 흐린 하늘의 나가노현, 기온이 마이너스인 베이징, 한 여름인 시드니, 한밤 중인 베를린 등 시각이나 계절이 뿔뿔이인 채로 불렸다. 또 희망봉은 일출과 맞물려, 노래가 진행되면서 일대가 밝아지는 모습을 담고 있다.
그 외에 베토벤 버전의 「환희의 송가」 사용예는 다음과 같다:
- 한때 서독의 국가였으며 동서 단일 독일의 올림픽 시상식에서 연주되었다.
- 일찍이 남로디지아(현재의 짐바브웨)의 국가였다.
- 2005년에는 코파 리베르타도레스의 국가가 되었다.
- 1996년부터 1998년까지 WWE의 송가였다.
- 찬송가는 페글 게임에서도 사용된다.
- 1907년에 미국의 시인 헨리 반 다이크는 교회에서의 매우 성공적인 찬송가 “기뻐하며 경배하세"(The Hymn of Joy)를 썼다.
- 슈베르트의 교향곡 8번(구 9번) 나단조, "더 그레이트"의 4악장에도 닮은 프레이즈가 나타나지만, 이것은 인용이라고 생각된다.
- 브람스의 교향곡 1번 다단조의 4악장의 주부의 주제와의 유사성은 오래전부터 지적되고 있으며, 현재는 브람스의 베토벤에게의 존경(경의)의 표현이라는 해석이 있다.

## 같이 보기
- 유럽가

### 인용
1. ↑  “실러 하우스의 역사”. 《stadtgeschichtliches-museum-leipzig.de》. 2017년 5월 10일에 원본 문서에서 보존된 문서.
2. ↑  실러, 프리드리히 (1800년 10월 21일). “무제 편지”. 《wissen-im-netz.info》 (독일어). 2016년 3월 4일에 원본 문서에서 보존된 문서. 2019년 5월 29일에 확인함.
3. 1 2  “루트비히 판 베토벤”.  영원한 하모니를 위한 베토벤 지부. 2005년 2월 3일에 원본 문서에서 보존된 문서. 2013년 8월 23일에 확인함.
4. ↑  리하르트 니콜라우스 폰 코우덴호페칼레르기과 폴 레비 사이의 편지 교환 (1955년 8월 3일 ~ 1955년 9월 5일) (프랑스어). 가상 지식 센터l'유럽(CVCE).
5. ↑  나의 정치철학（5/5） 보관됨 2013-11-23 - 웨이백 머신, 하토야마 유키오 공식 웹사이트.

### 자료
- 하야시 케스케. 《제9의 마을 독일마을》. 이노우에 서점.
- 나카무라 아키히코. 《두 개의 산하》. 후미하루 문고.
- 알렉산더 세이어. 《베토벤의 삶》. 프린스턴대학교 출판부.